# Karl Jakob Ludwig Bucherer
Karl Jakob Ludwig Bucherer (* 18. März 1865 in Lahr; † 6. August 1925 in Leipzig) war ein deutscher Reichsgerichtsrat.

## Leben
Bucherer wurde während seines Studiums im Wintersemester 1883/84 Mitglied der Straßburger Burschenschaft Arminia. Nach seinem Studium trat 1889 in den badischen Staatsdienst ein. 1894 wurde er Amtsrichter. 1899 folgte die Ernennung zum Landgerichtsrat. 1910 wurde er Oberlandesgerichtsrat. 1917 kam er an das Reichsgericht in den I. Strafsenat. Er verstarb im Amt.